# Малая Чурга
Малая Чурга — река в Вельском районе Архангельской области, левый приток Ваги. Длина — 40 км.

## Течение
Река берёт начало из осушенного болота в 6 километрах на восток от деревни Першинская. Река течет на север и северо-восток, сильно петляя. Крупных притоков не имеет, но при осушении болот: Валдовское, Круглое, Вакаринское и Кладовое сток мелиорационных дренажных канав был организован в Малую Чургу. Впадает в реку Вагу близ деревни Краски.  Примерно в 12 километрах от устья на рекой проложен мост автодороги М8 (Москва—Архангельск). Ширина реки в этом месте составляет 6 метров, а глубина 0,8 метра.

## Данные водного реестра
- Бассейновый округ — Двинско-Печорский
- Речной бассейн — Северная Двина
- Речной подбассейн — Северная Двина ниже места слияния Вычегды и Малой Северной Двины
- Водохозяйственный участок — Вага

## Карты
- Лист карты P-38-97,98 Вельск. Масштаб: 1 : 100 000. Указать дату выпуска/состояния местности.
- Лист карты P-38-85,86 Пасьва. Масштаб: 1 : 100 000. Указать дату выпуска/состояния местности.